# Dysstroma grisea-insolida
Dysstroma grisea-insolida là một loài bướm đêm trong họ Geometridae.